# Ажимов, Алишер Муратович
Алишер Муратович Ажимов (каз. Әлішер Мұратұлы Әжімов; род. 29 мая 2001, Актобе) — казахстанский футболист, защитник.

## Клубная карьера
Воспитанник актюбинского футбола. Футбольную карьеру начал в 2019 году в составе клуба «Актобе». 22 сентября 2019 года в матче против шымкентского «Ордабасы» забил свой дебютный мяч в казахстанской Премьер-лиге, неделю спустя забил второй мяч в ворота «Тараза».

## Карьера в сборной
8 октября 2021 года дебютировал за молодёжную сборную Казахстана в матче против молодёжной сборной Бельгии (0:2).

## Достижения
«Актобе»
- Серебряный призёр Чемпионата Казахстана: 2022
- Бронзовый призёр Чемпионата Казахстана: 2023
- Победитель Первой лиги: 2020

## Клубная статистика
| Клуб             | Сезон            | Лига | Лига | Кубки | Кубки | Еврокубки | Еврокубки | Итого | Итого |
| Клуб             | Сезон            | Игры | Голы | Игры  | Голы  | Игры      | Голы      | Игры  | Голы  |
| ---------------- | ---------------- | ---- | ---- | ----- | ----- | --------- | --------- | ----- | ----- |
| Актобе           | 2019             | 29   | 2    | 1     | 0     | —         | —         | 30    | 2     |
| Актобе           | 2020             | 12   | 0    | —     | —     | —         | —         | 12    | 0     |
| Актобе           | 2021             | 7    | 0    | 3     | 0     | —         | —         | 10    | 0     |
| Актобе           | 2022             | 1    | 0    | 1     | 0     | —         | —         | 2     | 0     |
| Актобе           | Итого            | 49   | 2    | 5     | 0     | 0         | 0         | 54    | 2     |
| → Актобе М       | 2017             | 0    | 0    | —     | —     | —         | —         | 0     | 0     |
| → Актобе М       | 2018             | 38   | 1    | —     | —     | —         | —         | 38    | 1     |
| → Актобе М       | 2019             | 2    | 1    | —     | —     | —         | —         | 2     | 1     |
| → Актобе М       | 2021             | 6    | 1    | —     | —     | —         | —         | 6     | 1     |
| → Актобе М       | 2022             | 9    | 0    | —     | —     | —         | —         | 9     | 0     |
| → Актобе М       | 2023             | 24   | 1    | —     | —     | —         | —         | 24    | 1     |
| → Актобе М       | Итого            | 79   | 4    | —     | —     | —         | —         | 79    | 4     |
| Всего за карьеру | Всего за карьеру | 128  | 6    | 5     | 0     | 0         | 0         | 133   | 6     |